# 迈克尔·温登
迈克尔·文森特·温登 AM，MBE（1949年11月17日—），澳大利亚男子游泳运动员。他曾参加1968年夏季奥运会和1972年夏季奥运会游泳比赛，并在1968年赢得了4枚奖牌（2枚金牌、1枚银牌和1枚铜牌）。